# Обжа (деревня, Карелия)
О́бжа (карел. Piži) — деревня в составе Мегрегского сельского поселения Олонецкого национального района Республики Карелия Российской Федерации.

## Общие сведения
Расположена на берегу реки Обжанка.
В результате сокращения населения в 1957 году деревни Боярский Конец, Куккейла, Нижний Конец, Суежа, Тарасово и Фенистово были присоединены к Обже.

## Население
| 2002 | 2009 | 2010 | 2013 |
| ---- | ---- | ---- | ---- |
| 45   | ↘36  | ↘33  | ↗36  |

## Известные жители, уроженцы
Крестьянин деревни Обжа Васькин Василий Максимович (?—1916), герой Первой мировой войны, унтер-офицер, был награждён военным орденом Святого Георгия 4-й степени. Убит в бою.

## Инфраструктура

### Памятники природы
В 13 км на юго-восток от деревни расположен государственный региональный болотный памятник природы — Болото Восточно-Сегежское площадью 761,0 га, ценный ягодник клюквы и морошки.

### Достопримечательности
В деревне сохраняются памятники истории:
- Деревянная часовня Адриана Ондрусовского (XIX век)[9];
- Могила председателя исполкома Обжанского волостного Совета Василия Яковлевича Ефимова, расстрелянного белофиннами в 1919 году;
- Братская могила красногвардейцев, погибших в период Гражданской войны;
- Братская могила советских воинов, погибших в годы Советско-финской войны (1941—1944).
- Место прорыва 114-й дивизией Карельского фронта узла финской обороны в июне 1944 года (в 2 км от Обжи по дороге на Гумбарицы)[10].

## Транспорт
Автомобильная дорога общего пользования регионального значения 86К-207 Усланка — Мегрега — Обжа (идентификационный номер 86 ОП РЗ 86К-207).